# Communauté de communes de Marie-Galante
La communauté de communes de Marie-Galante (CCMG) est une communauté de communes française en Guadeloupe, région et département d'outre-mer français.

## Historique
Le premier regroupement intercommunal sur l'île de Marie-Galante remonte au 21 décembre 1965 par la création du syndicat intercommunal pour l'électrification de Marie-Galante.
Située et couvrant la totalité de l'île de Marie-Galante, la communauté de communes de Marie-Galante a été créée le 18 janvier 1994.

## Territoire communautaire

### Composition
La communauté de communes est composée des 3 communes suivantes :

| Nom                         | Code Insee | Gentilé          | Superficie (km2) | Population (dernière pop. légale) | Densité (hab./km2) |
| --------------------------- | ---------- | ---------------- | ---------------- | --------------------------------- | ------------------ |
| Grand-Bourg (siège)         | 97112      | Grand-bourgeois  | 55,54            | 4 678 (2022)                      | 84                 |
| Capesterre-de-Marie-Galante | 97108      | Capesterriens    | 46,19            | 3 150 (2022)                      | 68                 |
| Saint-Louis                 | 97126      | Saints-Louisiens | 56,28            | 2 594 (2022)                      | 46                 |

### Démographie
| 1967   | 1974   | 1982   | 1990   | 1999   | 2006   | 2011   | 2016   |
| ------ | ------ | ------ | ------ | ------ | ------ | ------ | ------ |
| 15 867 | 15 912 | 13 757 | 13 473 | 12 488 | 12 009 | 11 404 | 10 867 |

## Administration

### Siège
Le siège de la communauté de communes se trouve rue du Fort à Grand-Bourg sur Marie-Galante.

### Élus
La communauté d'agglomération est administrée par son conseil communautaire, composé de conseillers communautaires représentant chacune des trois communes membres. À la suite des élections municipales et communautaires de mars 2020, le conseil communautaire est composé de quinze membres répartis comme suit, :
| Nombre de conseillers | Communes                    |
| --------------------- | --------------------------- |
| 7                     | Grand-Bourg                 |
| 4                     | Saint-Louis                 |
| 4                     | Capesterre-de-Marie-Galante |

### Président
| Période   | Période                 | Identité                     | Étiquette | Qualité                                            |
| --------- | ----------------------- | ---------------------------- | --------- | -------------------------------------------------- |
| 1994      | 2014                    | Harry Selbonne               |           | Adjoint au maire de Grand-Bourg                    |
| 2014      | juin 2015 (démission)   | Marlène Miraculeux-Bourgeois | GUSR      | Maire de Capesterre-de-Marie-Galante (depuis 2001) |
| juin 2015 | en cours Réélue en 2020 | Maryse Etzol,                | FGPS      | Maire de Grand-Bourg (depuis 2013)                 |

### Compétences
Nombre total de compétences exercées : 24.

### Régime fiscal et budget
Le régime fiscal de la communauté de communes est la fiscalité professionnelle unique (FPU).